# Matigramma crenulata
Matigramma crenulata är en fjärilsart som beskrevs av Paul Dognin 1919. Matigramma crenulata ingår i släktet Matigramma och familjen nattflyn. Inga underarter finns listade i Catalogue of Life.